# Кэмпбеллы из Бредолбана

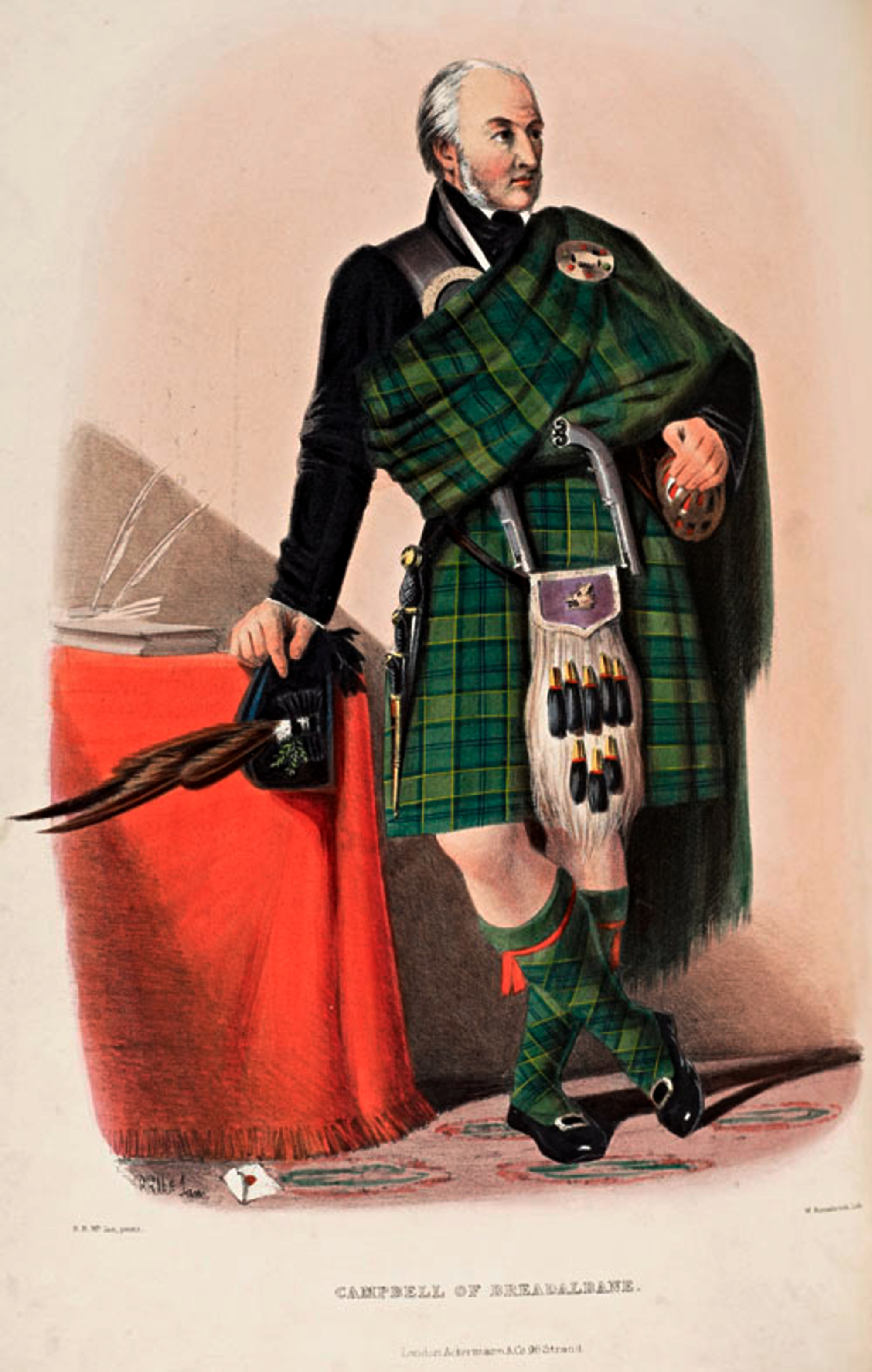
Портрет Кэмпбелла из Бредалбейна

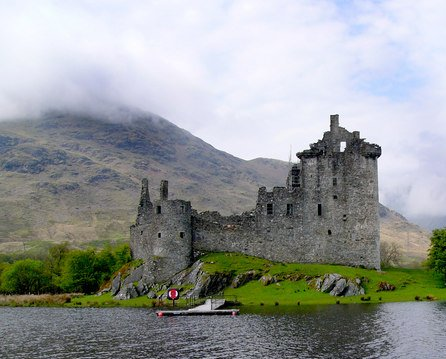
Замок Килхурн — главный замок клана Кэмпбелл из Бредалбейна

Клан Кэмпбелл с Бредалбейна (гэльск. Campbell Breadalbane) — один из горных шотландских кланов (Хайленд).
- Девиз: Follow me (англ.) — «Следуй за мной»
- Пиброх: «Bodaich nam brigisean» — «The carles with the breeks» (The fellows with the breeches, Собратья в бриджах), другое название — «Lord Breadalbane’s March» (Марш лорда Бредалбейна).
- Регион: Аргайлшир и Пертшир.

## История клана
Клан Кэмпбелл с Бредалбейна является ведущим кланом провинции Аргайл. Сэр Дункан Кэмпбелл, 1-й лорд Кэмпбелл, был сыном Колина Кэмпбелла, известного как «Черный Колин из Гленорхи». Его женой была леди Марджори Стюарт. Сэр Колин был женат на одной из дочерей лорда Лорна. Этот брак принес ему треть имущества Лорна. За свою храбрость во время крестового похода в Палестину он стал рыцарем Родоса. В 1440 году он построил родовой замок Килхурн. Его потомки расширяли свои владения в землях Аргайл, Пертшир, Финлагир и Гленлайон.
Сэр Колин Кэмпбелл из Гленорхи, в 1603 году был втянут в интригу с целью изгнания клана Макгрегор из земель Гленстре и Килхурн.
В 1625 году «Черный Дункан» — 7-й вождь клана из Гленорхи получил титул баронета из Гленорхи, в 1681 году сэр Джон Кэмпбелл (1636—1717), 11-й вождь из Гленорхи, получил титул графу Бредалбейна и Холланда.
Когда Вильгельм Оранский вступил как суверен в Лондон, вожди шотландских кланов предложили ему корону Шотландии. Вильгельм Оранский поклялся, что «искоренит всю ересь из Шотландии».
Клан Кэмпбелл с Бредалбейна принимал участие в войне кланов, которая была усилена религиозными конфликтами, и принимал участие в резне католиков на севере Шотландии — в частности кланов Макдональд из Гленкоу. Дэлримпл Стайр убеждал короля Вильгельма осуществить репрессии против вождей кланов, чтобы наконец положить конец межклановой войне. Клан Кэмпбелл с Бредалбейна откупился от соседних кланов. Но участие в резне католиков до сих пор является пятном на истории клана. Чтобы как-то уладить финансовые проблемы, клан вынужден был продать свой родовой замок Таймаут.
Титул графа Бредалбейна и Холланда — титул пэра Шотландии. Титул был создан в 1681 году для сэра Джона Кэмпбелла, 5-го баронета из Гленорхи (1636—1717), который был ранее лишен титула графа Кейтнесса.